# 米柴山梅花
米柴山梅花（学名：Philadelphus incanus var. mitsai）为虎耳草科山梅花属下的一个变种。

## 扩展阅读
- 維基物種上的相關：米柴山梅花